# 涅爾利河 (克利亞濟馬河支流)
涅爾利河是俄羅斯的河流，位於雅羅斯拉夫爾州、伊萬諾沃州和弗拉基米爾州，屬於克利亞濟馬河的左支流，河道全長284公里，流域面積6,780平方公里，河道在每年11月至4月結冰。